# Девушка, которая застряла в паутине (фильм)
«Де́вушка, кото́рая застря́ла в паути́не» (англ. The Girl in the Spider's Web) — драматический триллер Феде Альвареса, экранизация одноимённой книги, «мягкий» перезапуск и одновременно продолжение фильма «Девушка с татуировкой дракона». В главных ролях Клэр Фой и Сверрир Гуднасон. Премьера состоялась 24 октября 2018 года на Римском кинофестивале. В Швеции фильм вышел 26 октября 2018 года. В России — 8 ноября 2018 года. Фильм провалился в прокате и получил смешанные отзывы кинокритиков.

## Сюжет
Юные Лисбет Саландер и её сестра Камилла живут вместе с их отцом-одиночкой, преступным главарём, в семейном замке Саландеров. В доме царит тяжёлая атмосфера: девочки становятся свидетельницами распущенной половой жизни отца, также чувствуя его нездоровый интерес и к себе. Одна из них — Камилла уже становится жертвой его жестоких садистских утех с использованием латексного мешка и вакуумного насоса. Не желая стать объектом насилия, Лисбет, на глазах отца и сестры, совершает дерзкий опасный побег из отчего замка, выпрыгнув с большой высоты.
Проходит несколько лет. Лисбет (Клэр Фой), спасая женщин от системного насилия и жёстко наказывая обидчиков, стала народной мстительницей, о которой пишут в СМИ. Вскоре ей приходит сообщение от некого Франса Болдера (Стивен Мерчант). Микаэль Блумквист (Сверрир Гуднасон) работает в «Миллениуме»[что?].
Лисбет встречается с Болдером и узнаёт от него, что он разработал программу «Файерфол», с помощью которой можно захватить контроль над всеми баллистическими ракетами мира. Однако профессор понял, что создал чудовище и теперь программа в руках агентов АНБ, а достать её может только Саландер. Лисбет взламывает сервер агентства и перекачивает программу на ноутбук.
Находясь на секретном совещании, агент Эд Ниман (Лакит Стэнфилд) получает сообщение о взломе сервера. Ниман направляется в Стокгольм, откуда производилась кибератака.
Лисбет пытается открыть украденную ею программу, вводя кодовые фразы, которые ей передал Болдер. На её квартиру совершают налёт террористы из группировки «Пауки», которые охотятся за «Файерфолом». Они похищают ноутбук с программой и подрывают квартиру. Лисбет выживает, спрятавшись в ванне, после чего появляется полиция и Саландер скрывается на мотоцикле. Болдеру предлагают защиту сотрудники СЭПО в обмен на программу.
Лисбет звонит Микаэлю, просит помочь найти человека в маске, стоящего за кражей программы и отсылает ему фото. Ниман прилетает в Стокгольм. В аэропорту его задерживают и доставляют в СЭПО. Эду приказывают не вмешиваться в расследование и отпускают.
Лисбет одалживает у своего друга-хакера Чумы (Кэмерон Бриттон) технику и отправляется за Болдером. Ниман обыскивает квартиру Саландер. В баре Блумквиста встречают сотрудники шведского агентства и просят раскрыть местонахождение Саландер, но журналист отказывается. Когда сотрудники уходят, он видит того самого человека в маске. Микаэль идёт следом за ним и вскоре они встречаются. Он узнаёт, что человек в маске встал на пути «Пауков», и поэтому его изуродовали.
Эд Ниман находит девушку Лисбет в ночном клубе и отправляет с её номера сообщение Саландер. «Пауки» нападают на убежище Болдера и убивают всю охрану, а самого доктора и его сына-аутиста Августа (Кристофер Конвери) берут в заложники. На место прибывает Лисбет и убивает нескольких террористов, но ей вводят яд, после чего убивают Болдера и похищают Августа. Саландер дотягивается до пузырька с лекарством, догоняет машину «Пауков» и освобождает сына Болдера. Убегая, девушка замечает среди террористов их главаря — повзрослевшую Камиллу (Сильвия Хукс), которая считалась погибшей. Полиция считает Лисбет причастной к убийству профессора.
Лисбет привозит мальчика в своё убежище, куда приезжает и Микаэль. Он говорит, что мальчика надо отправить в Сан-Франциско, где живёт его мать вместе с «Файерфолом». Август называет длинную последовательность цифр, что и является кодом доступа к программе.
«Пауки» выслеживают из-за ошибки Августа убежище героев и похищают Августа. Лисбет с помощью датчика в шахматной фигуре, которую она подарила мальчику, выслеживает его. Девушка проникает в замок Саландеров, где Камилла держит в плену Августа. Лисбет ловят, а сотрудников СЭПО (посланных к замку) убивает лично сестра. Она говорит Лисбет, что та оставила её с ненавистным отцом и теперь собирается отомстить ей. Появляется Ниман и убивает из снайперской винтовки агентов Камиллы, а сама Камилла убегает вместе с ноутбуком. Лисбет убивает её сообщников и бежит за сестрой. Она смертельно ранит Камиллу, но та отказывается отдать компьютер и, едва ли не плача, спрашивает у сестры, почему та бросила её с отцом, и Лисбет неожиданно напоминает ей, что она сама захотела остаться, побоявшись бежать в неизвестность. Осознав, что сама обрекла себя на ад, Камилла опускает ноутбук на землю и сбрасывается с утёса, несмотря на попытку сестры спасти её. Ниман бежит к утёсу и обнаруживает отформатированный ноутбук и сообщение от Лисбет: "Извини, так хотел Болдер".
Микаэль садится писать репортаж о том, что Лисбет Саландер невиновна в убийстве Франса Болдера, но потом он решает оставить эту идею и стирает весь напечатанный текст. Лисбет сжигает дотла ненавистный ей замок.

## В ролях
- Клер Фой — Лисбет Саландер
- Сверрир Гуднасон — Микаэль Блумквист
- Лакит Стэнфилд — Эд Ниман
- Сильвия Хукс — Камилла Саландер
- Стивен Мерчант — Франс Болдер
- Клас Банг — Ян Холтсер
- Кристофер Конвери — Август Бальдер
- Синневе Макоди Лунд[англ.] — Габриэлла Грейн, заместитель директора СЭПО
- Вики Крипс — Эрика Бергер, издатель «Миллениумма»
- Кэмерон Бриттон — Чума
- Андреа Пежич — София, девушка Лисбет
- Микаэль Персбрандт — Александр Залаченко, отец Лисбет и Камиллы
- Волкер Брух — Питер Улгрен
- Саския Розендаль[англ.] — Линда Улгрен

## Съёмки
Съёмки фильма начались в январе 2018 года
На роль Лисбет Саландер рассматривались Натали Портман, Скарлетт Йоханссон, Фелисити Джонс и Алисия Викандер.

## Критика
Фильм получил низкие оценки критиков. На сайте Rotten Tomatoes у него 40 % положительных рецензий на основе 221 отзыв со средней оценкой 5,1 из 10. На Metacriticе — 43 балла из 100 на основе 38 рецензий.